# Jean Ranc
Jean Ranc – francuski malarz barokowy pracujący na francuskim dworze Ludwika XV oraz jako nadworny malarz u hiszpańskiego króla Filipa V.
Był uczniem i kontynuatorem Hyacinthe Rigauda, rywalizował z Michel-Angem Houassem o pozycję na dworze. Pożar z 1734 roku, który całkowicie zniszczył siedzibę monarchów – Królewski Alkazar w Madrycie został prawdopodobnie zaprószony w komnacie niedowidzącego Ranca. Na miejscu spalonego Alcazaru wybudowano Pałac Królewski. Pogrążony w depresji Ranc zmarł 6 miesięcy po pożarze.
Jego dzieło Wertumnus i Pomona, archetyp barokowego piękna z XVIII wieku, mogło posłużyć za inspirację dla Goi, kiedy ten malował Parasolkę.

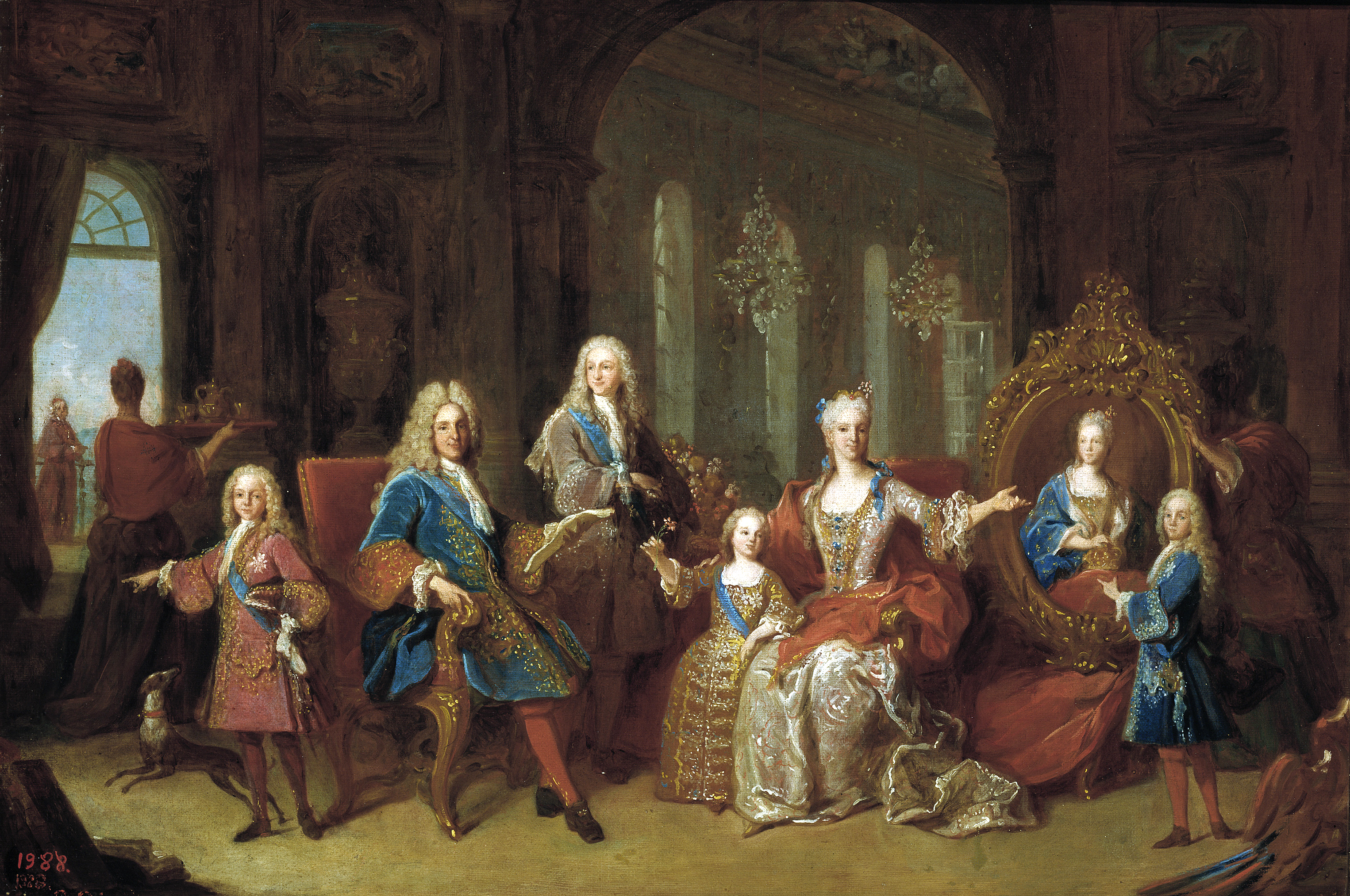
Rodzina Filipa V Jeana Ranca, 1723